# Julissa Reynoso Pantaleón
Julissa Reynoso Pantaleón (Salcedo, República Dominicana, 2 de gener de 1975) és una advocada i diplomàtica dominicana - estatunidenca. El 18 de desembre de 2021 va ser ratificada pel Senat dels Estats Units com a Ambaixadora dels EUA a Espanya i Andorra. Anteriorment, el gener de 2021 va ser nomenada Cap de Gabinet de la Primera dama dels Estats Units amb Jill Biden i Copresidenta del Consell de Política de Gènere de la Casa Blanca. El 2012 es va convertir en l'ambaixadora més jove dels Estats Units quan va assumir el lloc d'ambaixadora dels Estats Units a l'Uruguai, amb l'equip de Hillary Clinton. També ha exercit com a Sotssecretària Adjunta de l'Oficina d'Assumptes de l'Hemisferi Occidental del Departament d'Estat dels Estats Units.

## Premis i reconeixements
- Orde del Quetzal, Guatemala (2012)[2]
- Young Global Leader pel Fòrum Econòmic Mundial (2014)[3]
- Gran Creu de Plata de l'Orde José Cecilio de la Vall a Hondures (2014)[4]
- Reynoso va ser reconeguda en la "Llista d'advocades líders a Nova York" de Crain Communications a Nova York de 2017.[5]
- Ella i el seu col·lega Nicole Silver van ser reconegudes en el rànquing 2017 de Latinvex de "Les 100 millors advocades d'Amèrica Llatina".[6]
- El 2017, Winston & Strawn va ser classificada com una signatura internacional per la seva pràctica a Amèrica Llatina, de la qual Reynoso n'és membre, en la categoria d'arbitratge internacional.[7]